# Улица Кирилла и Мефодия (Минск)
Улица Кирилла и Мефодия (до 1990 года — улица Бакунина) — улица в Минске, названная в честь просветителей и создателей славянской письменности братьев Кирилла и Мефодия.

## Расположение
Начинается от площади Свободы и заканчивается пересечением с улицей Зыбицкой, упираясь в реку Свислочь. Расположена в историческом центре Минска Верхний город (Высокий рынок, Верхний рынок).

## История
Улица является одной из старейшей в городе Минске. С 1922 года именовалась улицей Бакунина, в честь русского революционера-анархиста М. А. Бакунина.
Ранее также носила название Бернардинская, а с конца 1860-х годов — Монастырская, по нахождению на улице религиозных строений. Первые постройки относятся к началу XVI века, времени, когда застраивался район Верхнего города.
В 1893 году по улице (тогда Монастырская) была проложена линия конки, а в 1929 году вместо неё проложили линию трамвая (была снята в 1956 году), которую запустили в ночь 8 на 9 октября 1929 года. Это была первая линия трамвая в городе Минске. Трамвай двигался с улицы Бакунинской (совр. Кирилла и Мефодия) по давнему маршруту конки, через Свислочь, по деревянному мосту, именовавшемуся «Новый мост» (не сохранился). После войны возле этого моста немцев заставили вырыть большую яму. Затем перед ней расстреляли около 70 фашистов, похороненных в вырытой яме.
В 1990-м году получила своё нынешнее название — улица Кирилла и Мефодия.

## Достопримечательности
До наших дней сохранились здания монастыря бернардинок и монастыря бернардинцев, а также здание бывшей пожарной команды. На этой небольшой, но древней улице и сегодня расположены многие городские достопримечательности:
- Кафедральный собор Сошествия Святого Духа — главный храм белорусского экзархата;
- Монастырь бернардинцев (Костёл святого Иосифа) — монастырь 1624 года;
- Комплекс зданий бывшего монастыря Бернардинцев — XVIII век, объект отнесён к II категории «Списка материальных недвижимых историко-культурных ценностей РБ»[4][5];
- Комплекс зданий бывшего монастыря Бернардинок — XVIII век, объект отнесён к II категории[5].

## Археологические раскопки
На территории комплекса монастыря бернардинцев, в районе улицы Кирилла и Мефодия, в последние годы (2010—2013) активно проводятся археологические работы. Так, во время расскопок был обнаружен участок улицы, которая с XI—XII веков проходила от Свислочи в сторону Бернардинского монастыря, благодаря чему было уточнено местонахождение посада древнего Минска — территории, где жили ремесленники, торговцы.
Также в земле были найдены предметы XI—XIV веков, самая древняя из находок — это ключ X—XI веков, обнаруженный летом 2010 года. Кроме этого, удалось собрать целую коллекцию ножей XV—XVI веков. Были также найдены и музыкальные инструменты — варганы.
На территории монастыря бернардинцев были обнаружены две печи, приблизительно XVII века, у которых сохранилось основание со всеми конструктивными особенностями. В яме для золы, возле печи, был найден глиняный горшок XVII века, украшенный сверху модным в то время декором — зелёной глазурью. Также была обнаружена кафля — керамика для облицовки печей — с изображением герба бернардинцев.
Ещё на территории Бернардинского монастыря археологи нашли гребень XII—XIII веков из рога лося, украшенный гравировкой псалию, прекрасно сохранившийся, и монеты — как местные, так и шведские, французские, английские.
Помимо этого нашли орнаментированную железную ложку, поясную бляшку, украшенную изображением дракона, медальончики, перстни, наконечники стрел, и многое другое. Археологоми было извлечено из земли во время работ около 60-ти торговых пломб, из чего может следовать, что на данной территории некогда существовало много торговых мастерских, купцов, ремесленников.